# Wilhelm Steiger (Theologe)
Wilhelm Steiger (auch Guillaume Steiger; * 9. Februar 1809 in Gontenschwil; † 9. Januar 1836 in Genf) war ein Schweizer reformierter Theologe.

## Leben
Steiger war Sohn des Pfarrers Johannes Steiger, der ihm die erste Ausbildung gab. Nach dem Schulbesuch in Schaffhausen ging er 1826 an die Universität Tübingen. Schnell wechselte er an die Universität Halle, kehrte jedoch bereits 1827 in seine Heimat zurück und wurde 1829 in Aarau ordiniert. Nach einem Jahr in der französischen Schweiz wandte er sich 1829 nach Berlin, wo er Mitarbeiter der Evangelischen Kirchenzeitung von Ernst Wilhelm Hengstenberg wurde.
Steiger folgte 1832 einem Ruf der 1831 gegründeten Société évangélique de Genève an deren Predigerschule École de théologie libre als Professor der neutestamentlichen Exegese nach Genf. Er starb im Amt am Nervenfieber und hinterliess seine Frau und einen Sohn.

## Werke (Auswahl)
- Bemerkungen über die Hallische Streitsache und die Frage: ob die evangelischen Regierungen gegen den Rationalismus einzuschreiten haben?, mit Beziehung auf Herrn D. Bretschneider's Sendschreiben und ähnliche Schriften, Reclam, Leipzig 1830.
- Kritik des Rationalismus in Wegscheider’s Dogmatik, Oehmigke, Berlin 1830.
- Der erste Brief Petri, mit Berücksichtigung des ganzen biblischen Lehrbegriffs, Oehmigke, Berlin 1832.
- mit Heinrich Andreas Christoph Hävernick: Mélanges de théologie réformée, 2 Bände, Gures, Genf und Paris 1833–1835.
- Der Brief Pauli an die Kolosser. Uebersetzung, Erklärung, einleitende und epikritische Abhandlungen, Heyder, Erlangen 1835.